# أسمنت بورتلاند كويت
أسمنت بورتلاند كويت  شركة كويتية متخصصة في تجارة واستيراد وتصدير الأسمنت السائب وتعبئته على اختلاف أنواعه، وإقامة وتشغيل وإدارة واستئجار وتأجير المخازن والصوامع اللازمة لتوريد وتوزيع الأسمنت. تأسست الشركة عام 1976، وهي مدرجة منذ 1995 في سوق الكويت للأوراق المالية. أكبر المساهمين فيها بطريقة مباشرة هي شركة عبد الله الحمد الصقر واخوانه ب 10% من رأس المال.[بحاجة لمصدر]